# Jake
Jake（ジェイク、1992年6月29日 - ）は、熊本県出身の男性ファッションモデル、タレント。所属はヴィズミックである

## 人物・来歴
- 趣味：トレーニング、アニメ研究、アイドル研究、映画鑑賞
- 特技：英語、タガログ語、歌うこと、誰とでもすぐに仲良くなること
- 高校生の頃から『小山英明(ひーくん)』名で読者モデルとして活動、原宿・渋谷で知名度があった。きゃりーぱみゅぱみゅと同期。
- 税理士を目指していた時期が有り、数多くの資格を取得している。⇒簿記2級、情報処理2級、珠算電卓検定2級、プログラミング2級、ワープロ検定2級、商品と流通2級、Excel表計算処理　等
- 2014 GQJAPANが開催したGQ MOST STYLISH MAN SEARCH 2014にて特別賞を受賞。参加した中では最年少であった。

## 出演

### 映像
- アウト×デラックス（フジテレビ、2014年3月13日）
- 5時に夢中!（TOKYO MX、2014年6月25日）
- 踊る!さんま御殿!! （日本テレビ、2015年10月27日）
- ネプ&イモトの世界番付 （日本テレビ、2016年2月12日）

### 雑誌
- GQJAPAN（コンデナスト・ジャパン）
- MEN'S NON-NO（集英社）
- smart（宝島社）
- JUNON（主婦と生活社）
- WARP MAGAZINE（トランスワールドジャパン）
- Samurai ELO（インフォレスト）
- Street Jack（KKベストセラーズ）
- FINEBOYS（日之出出版）
- CHOKiCHOKi（内外出版社）
- KERA（ジャック・メディア）
- キラリ!（マガジン・マガジン）
- non-no（集英社）
- CUTiE（宝島社）
- Zipper（祥伝社）
- Popteen（角川春樹事務所）
- Seventeen（集英社）

他

### 広告
- スピンズ専属モデル

### PV
- BLUE BIRD BEACH夏恋3部作

「夏恋2011〜キミはもういない〜」 
「EVERYTHING〜君を愛してた〜」 
「そばに…」